# The Very Best of Cher
The Very Best of Cher è una raccolta contenente molti dei più popolari brani musicali interpretati dalla cantante statunitense Cher, pubblicata dall'etichetta Warner Bros. Records il 1º aprile 2003.

## Tracce

### Edizione Nord America
1. Believe
2. If I Could Turn Back Time
3. Heart of Stone
4. Just Like Jesse James
5. Save Up All Your Tears
6. After All (Love Theme from Chances Are) – con Peter Cetera
7. I Found Someone
8. One by One (Junior Vasquez Vocal Edit)
9. Strong Enough
10. All or Nothing
11. Song for the Lonely
12. Take Me Home
13. The Shoop Shoop Song (It's in His Kiss)
14. All I Really Want to Do
15. Bang Bang (My Baby Shot Me Down)
16. Half Breed
17. Gypsys, Tramps & Thieves
18. Dark Lady
19. The Beat Goes On – Sonny & Cher
20. I Got You Babe – Sonny & Cher
21. A Different Kind of Love Song (Rodney Jerkins Main Mix - Faster)

### Edizione Deluxe Nord America
CD 1
1. Believe
2. If I Could Turn Back Time
3. Heart of Stone
4. Just Like Jesse James
5. Save Up All Your Tears
6. After All (Love Theme from Chances Are) – con Peter Cetera
7. I Found Someone
8. One by One (Junior Vasquez Vocal Edit)
9. Strong Enough
10. All or Nothing
11. Song for the Lonely
12. Take Me Home
13. The Shoop Shoop Song (It's in His Kiss)
14. All I Really Want to Do
15. Bang Bang (My Baby Shot Me Down)
16. Half Breed
17. Gypsies, Tramps & Thieves
18. Dark Lady
19. The Beat Goes On – Sonny & Cher
20. I Got You Babe – Sonny & Cher
21. A Different Kind of Love Song (Rodney Jerkins Main Mix - Faster)

CD 2 (da Live! The Farewell Tour)
1. I Still Haven't Found What I'm Looking for
2. Song for the Lonely
3. All or Nothing
4. I Found Someone
5. Bang Bang (My Baby Shot Me Down)
6. All I Really Want to Do
7. Half Breed
8. Gypsies Tramps and Thieves
9. Dark Lady
10. Take Me Home
11. The Way of Love
12. After All
13. Just Like Jesse James
14. Heart of Stone
15. The Shoop Shoop Song (It's in His Kiss)
16. Strong Enough
17. If I Could Turn Back Time
18. Believe

### Edizione internazionale
CD 1
1. Believe
2. Strong Enough
3. If I Could Turn Back Time
4. I Found Someone
5. Song for the Lonely (Radio Edit)
6. Walking in Memphis
7. Just Like Jesse James
8. One by One (European Version)
9. Love and Understanding
10. Save Up All Your Tears
11. Più che puoi
12. Love Can Build a Bridge
13. Take Me Home
14. Rudy
15. Bad Love (from the film Foxes)
16. When the Money's Gone
17. All or Nothing
18. Alive Again
19. A Different Kind of Love Song (Original Version)

CD 2
1. The Shoop Shoop Song (It's in His Kiss)
2. Heart of Stone
3. Dov'è L'Amore
4. The Music's No Good Without You
5. Gypsys, Tramps & Thieves
6. Half Breed
7. Dark Lady
8. I Got You Babe
9. The Beat Goes On
10. Bang Bang (My Baby Shot Me Down)
11. The Way of Love
12. All I Really Want to Do
13. Train of Thought
14. A Cowboy's Work Is Never Done
15. We All Sleep Alone
16. Love Hurts (1991 Version)
17. Not Enough Love in the World (European Version)
18. Born with the Hunger
19. After All
20. All I Ever Need Is You
21. Baby Don't Go
22. Dead Ringer for Love – con Meat Loaf
23. Bang Bang (My Baby Shot Me Down) (1987 Version)

## Classifiche

### Posizioni classifiche
| Classifica (2003)                    | Posizione raggiunta |
| ------------------------------------ | ------------------- |
| U.S. Billboard Top Internet Albums   | 1                   |
| Swedish Albums Chart                 | 2                   |
| U.S. Billboard 200                   | 4                   |
| Swiss Albums Chart                   | 10                  |
| Danish Albums Chart                  | 10                  |
| Australian Albums Chart              | 12                  |
| UK Albums Chart                      | 17                  |
| Austrian Albums Chart                | 17                  |
| Canadian Albums Chart                | 18                  |
| Belgium Albums Chart                 | 29                  |
| French Compilations Chart            | 25                  |
| New Zealand Albums Chart             | 26                  |
| Norwegian Albums Chart               | 27                  |
| German Albums Chart                  | 31                  |
| U.S. Billboard 200 (special edition) | 83                  |
| U.S. Billboard Comprehensive Albums  | 85                  |
| Italian Albums Chart                 | 41                  |